# ハリーズBAR
「ハリーズBAR」（ハリーズ・バー）は、1985年9月21日に発売された加藤和彦のソロ名義による13枚目のシングル。加藤にとって一般販売された初の12インチシングルとなる。

## 解説

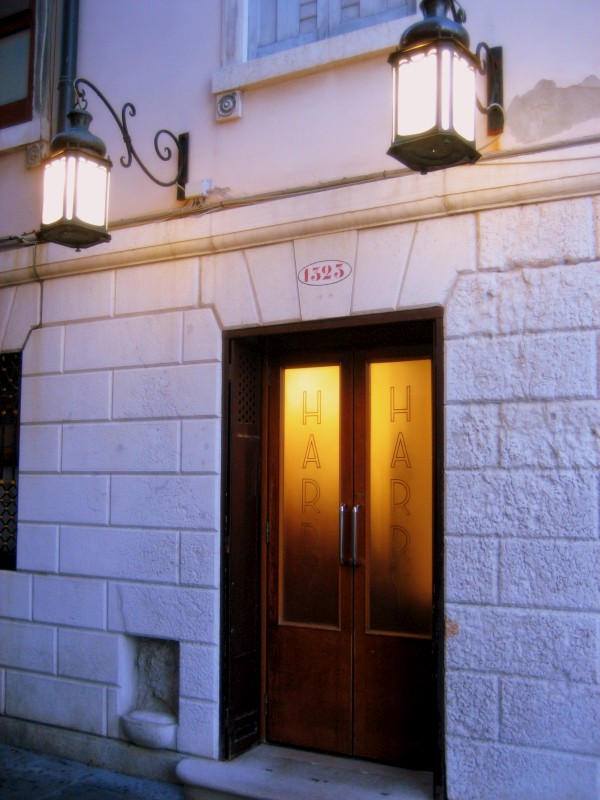
ハリーズ・バーのエントランス
（ヴェネツィア、2006年12月撮影）

「ハリーズBAR」は加藤和彦の9枚目のソロ・アルバム『ヴェネツィア』の収録曲で、安井かずみが詞を手がけ、ヴェネツィアに実在する同名のバー・レストランを舞台にしている。この楽曲は、同アルバムが発表された1984年に非売プロモーション盤として7インチシングルで頒布されたが、翌年に録音エンジニアの大川正義によってあらたに「スペシャル・ヴェネツィアン・ミックス」と名付けられたリミックスが施され、45回転の12インチレコードで発売された。サウンドの特色としては『ヴェネツィア』収録曲の「水に投げた白い百合」のイントロに使われていた寺院の鐘の音等が挿入されているほか、随所にミックスの差異が聞き取れ、収録時間もアルバムより2分ほど長くなっている。一方、カップリング曲には「真夜中のバレリーナ」と「ソング・フォー・ヴェネツィア」が使われ、いずれもアルバムと同一の音源が用いられている。なお、当シングルは音質向上のため特に高レベルのカッティングが施されたアナログレコードのみの発売で、CD化はされていない。

## アートワーク
アート・ディレクションは小暮徹が手がけ、ジャケットはE式である。表にはカーニバルの仮面を着けて中世イタリアの貴族に扮した加藤の写真が使用されている。

## 収録曲 / パーソネル
全作詞：安井かずみ、作編曲：加藤和彦。
全曲の歌詞はアルバムと同一内容。

### SIDE A
1. ハリーズBAR (HARRY'S BAR - Special Venetian Mix)  –  (6:34)
加藤和彦 - ヴォーカル、ギター、キーボード
マーク・ゴールデンバーグ - フェアライトCMI、ギター、ピアノ、ベース、ドラムス
浜口茂外也 - パーカッション

### SIDE B
1. 真夜中のバレリーナ (MIDNIGHT BALLERINA)  –  (2:51)
加藤和彦 - ヴォーカル、ギター、キーボード
マーク・ゴールデンバーグ - フェアライトCMI、ギター、ピアノ、ベース、ドラムス
浜口茂外也 - パーカッション
2. ソング・フォー・ヴェネツィア (SONG FOR VENÉZIA)  –  (4:09)
加藤和彦 - ヴォーカル、ギター、キーボード
マーク・ゴールデンバーグ - フェアライトCMI、ギター、ピアノ、ベース、ドラムス
浜口茂外也 - パーカッション

## クレジット
- Produced by Kazuhiko Kato
- Music by Kazuhiko Kato
- Words by Kazumi Yasui
- Re-Mix by Masayoshi Okawa
- Photography - Toru Kogure
- Cover Design - Masaru Kawahara

## カバー
当シングルの収録曲にはいくつかのカバー・ヴァージョンが存在する。
- しますえよしお - アルバム『HARRY'S BAR』 (1989年、オーマガトキ) 「ハリーズ BAR」
- 高岡早紀 - アルバム『Sabrina』 (1989年、ビクター) 「真夜中のバレリーナ」